# Hallvarður gullskór
Hallvarður gullskór (apodado «bota de oro») fue un diplomático y comisionado real de la corte de Magnus VI de Noruega que aparece principalmente en la saga Sturlunga como parte responsable de integrar Islandia a la corona de Noruega de forma pacífica a mediados del siglo XIII.
El rey Magnus había confiado en Gissur Þorvaldsson, que impulsó la firma del Gamli sáttmáli o declaración de vasallaje prestada al rey de Noruega, la definitiva integración de la isla, pero todavía quedaban cabos sueltos y la aceptación incondicional de algunos clanes de la isla que veían con recelo los acontecimientos. Como Gissur había sido parte implicada en la guerra civil, periodo conocido como Sturlungaöld, el progreso fue lento y poco fructuoso. Fue entonces cuando la corona decidió enviar a Hallvarður gullskór para rematar y cerrar el proceso de integración, y Gissur no se opuso pues estaba cansado de tantos años de venganzas y sangre.
Su presencia y negociación en el verano de 1262 ya había conseguido el voto favorable de los clanes del norte (Norðlendingar), los fiordos del Oeste (Vestfirðingar) y del sur (Sunnlendinga fjórðungr). Las complicaciones se debieron principalmente a la innata desconfianza de la nación islandesa y el desanimo tras un largo periodo de enfrentamientos, pero la capacidad, dinamismo, buena voluntad y la cohesión entre clanes facilitó el acuerdo.